# Merriamosauria
Merriamosauria — клада іхтіозаврів. Назва вшановує американського палеонтолога Джона Кемпбелла Мерріама. Клада включає останнього спільного предка Shastasaurus pacificus та Ichthyosaurus communis та всіх його нащадків. Виходячи з цього визначення, Merriamosauria включає більшість іхтіозаврів, за винятком кількох тріасових груп, таких як клада Mixosauria, родина Cymbospondylidae, і, можливо, родина Toretocnemidae. Мерріамозаври характеризувалися особливостями плечового поясу і кісток кінцівок, включаючи великий зв'язок між лопаткою та дзьобоподібною кісткою, відсутність першої п'ястної кістки та відсутність горіхоподібної кістки.